# Egelsee (Apfeldorf)
Der Egelsee ist ein kleiner See mit 0,32 Hektar Wasserfläche auf dem Gebiet der Gemeinde Apfeldorf im oberbayerischen Landkreis Landsberg am Lech.

## Lage
Der Egelsee liegt in einer flachen, sumpfigen Senke, die aus einem würmeiszeitlichen Toteiskessel hervorgegangen ist. In der unmittelbaren Umgebung erheben sich mehrere Moränenhügel.
Etwa 500 m östlich befindet sich der Gemeindeteil Klafthof von Apfeldorf.